# Tatsuya Miyanishi
 (mai 2013).
Si vous disposez d'ouvrages ou d'articles de référence ou si vous connaissez des sites web de qualité traitant du thème abordé ici, merci de compléter l'article en donnant les références utiles à sa vérifiabilité et en les liant à la section « Notes et références ».
Tatsuya Miyanishi (宮西 達也, Miyanishi Tatsuya, stylisé en hiragana みやにし たつや) est un auteur et illustrateur japonais d'albums jeunesse illustrés. Il est depuis 2010 édité en France par les éditions nobi nobi !.

## Biographie
Né en 1956 dans la préfecture de Shizuoka au Japon, Tatsuya Miyanishi est diplômé de la faculté des Beaux-Arts de l’Université Nihon. Utilisant son savoir-faire de graphiste, il devient auteur illustrateur de livres pour enfants et crée également des marionnettes.[réf. nécessaire]
Sa devise est « Consacrer toute mon énergie à créer des livres amusants ! »

## Prix reçus
- Prix de la Culture de l’éditeur Kodansha dans la catégorie des livres illustrés pour Kyô wa nante un ga iindarô ! (« Quelle chance j’ai aujourd’hui ! ») en 1999, pour la trentième édition du concours.[réf. nécessaire]
- Prix du Livre illustré du concours Kenbuchi ehon no Satô pour la série Papa wa Ultraman (« Papa est Ultraman ») en 1998 et 2000, mais aussi en 2003 pour Omae umasôdana (À croquer ?, Gallimard).[réf. nécessaire]

## Titres publiés en France
- Joyeux noël monsieur loup !, nobi nobi !
- Chic des bonbons magiques !, nobi nobi !
- Papa renard en croque pour les cochons, nobi nobi !
- À croquer ?, Gallimard